# Uriah Rennie
Uriah Duddley Rennie (Jamaica, 23 de outubro de 1959 – Sheffield, 7 de junho de 2025) foi um árbitro de futebol britânico. Foi o primeiro árbitro negro da história da Premier League, tendo apitado mais de 300 jogos entre 1997 e 2008. Fora dos gramados, atuou como magistrado e também presidente do Hallam entre 2010 e 2025, além de ter sido reitor da Universidade Sheffield Hallam por um curto período.

## Carreira
Nascido na Jamaica (até então uma colônia britânica), Rennie mudou-se para a Inglaterra aos 6 anos de idade. Estreou como árbitro em 1979, apitando em ligas locais e na Northern Premier League até 1994, quando foi nomeado para o quadro de arbitragem da Football League.
Em agosto de 1997, entrou para a história da Premier League ao apitar o jogo entre Derby County e Wimbledon, que também foi o primeiro jogo do recém-inaugurado Pride Park Stadium, encerrando a partida após um problema nos refletores, sendo até 2023 o único árbitro não-branco a apitar na primeira divisão inglesa. Tornou-se árbitro da FIFA em 2000, mas não chegou a ser lembrado para nenhum torneio de seleções até deixar o quadro de arbitragem da entidade em 2004, ao atingir a idade-limite (45 anos), seguindo em atividade até 2008, quando encerrou a carreira aos 48 anos na partida entre Tottenham e Liverpool.

## Vida pessoal e pós-aposentadoria
Rennie, que era casado e era pai de 2 filhos, possuía mestrado em Administração de Empresas e Direito e também praticava kickboxing e aikido
Em 2010, tornou-se presidente do Hallam, tendo apitado uma partida de futebol histórica no estilo das "Regras de Sheffield" usando uma cartola. Em 2022, recusou entregar um troféu da Youdan Cup (considerado o mais antigo do futebol profissional), em resposta à posição do Catar em relação aos direitos LGBT no país, que sediaria a Copa do Mundo.
Em novembro de 2023, recebeu um doutorado honorário na Universidade Sheffield Hallam por seu trabalho na comunidade de Sheffield.

## Morte
Em abril de 2024, Rennie revelou que estava sofrendo de uma condição genética que o paralisou da cintura para baixo. O ex-árbitro descobriu o problema durante uma viagem à Turquia, quando sentiu dores na costas que ele acreditava terem sido causadas por estar "dormindo mal em uma espreguiçadeira", e ao chegar em casa, "mal conseguia andar". Ele foi internado no Northern General Hospital em outubro do mesmo ano, permanecendo até fevereiro de 2025, quando os médicos descobriram um nódulo que pressionava a coluna e, 2 meses depois, afirmou que estava "reaprendendo a andar novamente". Durante o período de internação, foi nomeado reitor da Universidade Sheffield Hallam e foi empossado em maio.
Faleceu em 7 de junho, aos 64 anos, mas sua morte foi anunciada apenas no dia seguinte.